# Seega
Seega là một đô thị ở huyện Kyffhäuser, ở bang Thüringen, Đức. Đô thị này có diện tích 9,01 km², dân số thời điểm ngày 31 tháng 12 năm 2006 là 460 người.